# Enrico Giuseppe di Auersperg
Enrico Giuseppe di Auersperg (Vienna, 24 giugno 1697 – Vienna, 9 febbraio 1783) fu principe di Auersperg dal 1713 fino alla sua morte.

## Biografia
Enrico Giuseppe era figlio del principe Francesco Carlo di Auersperg e di sua moglie, la contessa Maria Theresia von Rappach.
A seguito della morte di suo padre nel 1713, venne chiamato a succedergli come principe di Auersperg e duca di Munsterberg. Come suo padre e suo nonno prima di lui, mantenne degli incarichi presso la corte austriaca dove fu gran maestro di corte, grande scudiero e gran ciambellano. Fu durante il suo regno che il ducato di Münsterberg e la contea di Frankenstein, i domini degli Auersperg in Slesia, passarono formalmente sotto il controllo prussiano dopo la fine della Seconda guerra di Slesia.
Nel giugno del 1774 venne nominato governatore della Galizia, l'ultimo sotto il regno di Maria Teresa, ottenendo la patente dalle mani dell'imperatrice il 1 ottobre 1774. Nel giugno del 1780, cinque mesi prima della morte dell'imperatrice, venne succeduto dal conte Joseph Brigido.
Morì a Vienna nel 1783.

## Matrimonio e figli
Enrico Giuseppe sposò il 21 maggio 1719 la principessa Maria Domenica del Liechtenstein (5 agosto 1698 – 3 giugno 1724), figlia di Giovanni Adamo Andrea del Liechtenstein e di sua moglie, la contessa Erdmuthe Theresia Maria von Dietrichstein-Nikolsburg. La coppia ebbe i seguenti figli: 
- Carlo Giuseppe (17 febbraio 1720 – 2 ottobre 1800), V principe di Auersperg
- Giovanni Adamo (27 agosto 1721 – 11 novembre 1795)
- Maria Teresa (16 agosto 1722 – 13 settembre 1732).

Alla morte della prima moglie, si risposò il 7 maggio 1726 con la contessa Maria Franziska Anna Xaveria Antonia Susanna Trautson von Falkenstein (11 agosto 1708 – 12 aprile 1761), figlia di Johann Leopold von Trautson, I principe di Falkenstein e di sua moglie, Maria Theresia Ungnad von Weissenwolff. La coppia ebbe i seguenti figli:
- Maria Anna (13 agosto 1730 – 17 marzo 1731).
- Joseph Anton (31 gennaio 1734 – 21 agosto 1795), principe-vescovo di Passau, poi cardinale.
- Maria Teresa (22 marzo 1735 – 16 novembre 1800), sposò il 25 aprile 1758 il conte Joseph Kinsky.
- Maria Antonia (30 settembre 1739 – 30 giugno 1816), sposò il 12 gennaio 1755 il conte Gundackar Thomas von Wurmbrand.
- Francesco (5 settembre 1741 – 22 ottobre 1795), sposò nel 1776 la baronessa Vincenzia von Rechbach. Non ebbe eredi.
- Maria Anna (26 aprile 1743 – 8 maggio 1816), sposò il 23 novembre 1760 il conte Joseph von Wrbna.
- Giovanni Battista (28 febbraio 1745 – 3 marzo 1816).
- Luigi (20 marzo 1747 – 24 marzo 1817).
- Francesco Saverio (19 gennaio 1749 – 8 gennaio 1808), sposò il 12 aprile 1803 la contessa Marie Elisabeth von Kaunitz. Ebbe discendenza.

## Albero genealogico
|                                                         |                                           |                                               | Genitori                                                           |  |  | Nonni |  |  | Bisnonni                                      |  |  | Trisnonni                                       |  |
|                                                         |                                           |                                               |                                                                    |  |  |       |  |  | Dietrich II von Auersperg, conte di Auersperg |  |  | Christoph II von Auersperg, barone di Auersperg |  |
|                                                         |                                           |                                               |                                                                    |  |  |       |  |  | Dietrich II von Auersperg, conte di Auersperg |  |  | Christoph II von Auersperg, barone di Auersperg |  |
|                                                         |                                           | Anna von Maltzan                              |                                                                    |  |  |       |  |  | Dietrich II von Auersperg, conte di Auersperg |  |  |                                                 |  |
| Giovanni Weikhard di Auersperg, I principe di Auersperg |                                           |                                               |                                                                    |  |  |       |  |  | Dietrich II von Auersperg, conte di Auersperg |  |  |                                                 |  |
|                                                         |                                           | Sidonie Gall von Gallenstein                  | Cosmos Gall von Gallenstein                                        |  |  |       |  |  |                                               |  |  |                                                 |  |
|                                                         |                                           | Sidonie Gall von Gallenstein                  | Cosmos Gall von Gallenstein                                        |  |  |       |  |  |                                               |  |  |                                                 |  |
|                                                         |                                           | Sidonie Gall von Gallenstein                  | Felizitas Hofer von Tibein                                         |  |  |       |  |  |                                               |  |  |                                                 |  |
| Francesco Carlo di Auersperg, III principe di Auersperg |                                           | Sidonie Gall von Gallenstein                  |                                                                    |  |  |       |  |  |                                               |  |  |                                                 |  |
|                                                         |                                           | Johann Maximilian von Herberstein             | Johann Maximilian von Herberstein                                  |  |  |       |  |  |                                               |  |  |                                                 |  |
|                                                         |                                           | Johann Maximilian von Herberstein             | Johann Maximilian von Herberstein                                  |  |  |       |  |  |                                               |  |  |                                                 |  |
|                                                         |                                           | Johann Maximilian von Herberstein             | Eleonora Katharina Breunner                                        |  |  |       |  |  |                                               |  |  |                                                 |  |
| Anna Maria von Herberstein                              |                                           | Johann Maximilian von Herberstein             |                                                                    |  |  |       |  |  |                                               |  |  |                                                 |  |
|                                                         |                                           | Anna Magdalena von Thun und Hohenstein        | Johann Sigismund von Thun und Hohenstein, conte di Thun-Hohenstein |  |  |       |  |  |                                               |  |  |                                                 |  |
|                                                         |                                           | Anna Magdalena von Thun und Hohenstein        | Johann Sigismund von Thun und Hohenstein, conte di Thun-Hohenstein |  |  |       |  |  |                                               |  |  |                                                 |  |
|                                                         |                                           | Anna Magdalena von Thun und Hohenstein        | Anna Margareta von Wolkenstein                                     |  |  |       |  |  |                                               |  |  |                                                 |  |
| Enrico Giuseppe di Auersperg, IV principe di Auersperg  |                                           | Anna Magdalena von Thun und Hohenstein        |                                                                    |  |  |       |  |  |                                               |  |  |                                                 |  |
|                                                         | Christoph von Rappach, signore di Rappach | Christoph von Rappach                         |                                                                    |  |  |       |  |  |                                               |  |  |                                                 |  |
|                                                         | Christoph von Rappach, signore di Rappach | Christoph von Rappach                         |                                                                    |  |  |       |  |  |                                               |  |  |                                                 |  |
|                                                         | Christoph von Rappach, signore di Rappach | Anna von Harrach zu Rohrau                    |                                                                    |  |  |       |  |  |                                               |  |  |                                                 |  |
| Karl Ferdinand von Rappach, barone di Rappach           | Christoph von Rappach, signore di Rappach |                                               |                                                                    |  |  |       |  |  |                                               |  |  |                                                 |  |
|                                                         |                                           | Sophie von Sonderndorf                        | Paris Sonderndorfer, barone di Sonderndorf                         |  |  |       |  |  |                                               |  |  |                                                 |  |
|                                                         |                                           | Sophie von Sonderndorf                        | Paris Sonderndorfer, barone di Sonderndorf                         |  |  |       |  |  |                                               |  |  |                                                 |  |
|                                                         |                                           | Sophie von Sonderndorf                        | Maria Praun                                                        |  |  |       |  |  |                                               |  |  |                                                 |  |
| Maria Theresia von Rappach                              |                                           | Sophie von Sonderndorf                        |                                                                    |  |  |       |  |  |                                               |  |  |                                                 |  |
|                                                         |                                           | Andreas Wilhelm von Brandis, conte di Brandis | Johann Jakob Andreas von Brandis, barone di Brandis                |  |  |       |  |  |                                               |  |  |                                                 |  |
|                                                         |                                           | Andreas Wilhelm von Brandis, conte di Brandis | Johann Jakob Andreas von Brandis, barone di Brandis                |  |  |       |  |  |                                               |  |  |                                                 |  |
|                                                         |                                           | Andreas Wilhelm von Brandis, conte di Brandis | Sibylla Maria Hendl von Goldrain                                   |  |  |       |  |  |                                               |  |  |                                                 |  |
| Maria Theresia von Brandis                              |                                           | Andreas Wilhelm von Brandis, conte di Brandis |                                                                    |  |  |       |  |  |                                               |  |  |                                                 |  |
|                                                         |                                           | Eva Maria von Ursenbeck                       | Johann Christoph von Ursenbeck, barone di Ursenbeck                |  |  |       |  |  |                                               |  |  |                                                 |  |
|                                                         |                                           | Eva Maria von Ursenbeck                       | Johann Christoph von Ursenbeck, barone di Ursenbeck                |  |  |       |  |  |                                               |  |  |                                                 |  |
|                                                         |                                           | Eva Maria von Ursenbeck                       | Helena Potenziana von Lamberg                                      |  |  |       |  |  |                                               |  |  |                                                 |  |
|                                                         |                                           | Eva Maria von Ursenbeck                       |                                                                    |  |  |       |  |  |                                               |  |  |                                                 |  |